# یارگله
یاره گله، روستایی از توابع بخش مرکزی شهرستان سنقر در استان کرمانشاه ایران است.
ساکنین وطوایف ساکن یاره گله 
کورون ،بیگوند (بیوند) کرانی میباشد

## جمعیت
این روستا در دهستان آب‌باریک قرار دارد و براساس سرشماری مرکز آمار ایران در سال ۱۳۸۵، جمعیت آن ۱۳۴ نفر (۳۴خانوار) بوده‌است.